# Ceratocystis adiposa
Ceratocystis adiposa är en svampart som först beskrevs av E.J. Butler, och fick sitt nu gällande namn av C. Moreau 1952. Ceratocystis adiposa ingår i släktet Ceratocystis och familjen Ceratocystidaceae.   Inga underarter finns listade i Catalogue of Life.